# Ostrołęcka Grupa Teatralna Arka
Ostrołęcka Grupa Teatralna „Arka” – grupa teatralna działająca w Ostrołęce w latach 1977–1984, prowadzona przez Pawła Opęchowskiego.

## Działalność
Grupa Teatralna „Arka” powołana została do życia we wrześniu 1977 roku w Ostrołęce przez Pawła Opęchowskiego. Początkowo grupa działała przy Klubie Kultury Kolejarz w Ostrołęce, następnie w Wojewódzkim Domu Kultury. Poprzez nowatorskie podejście do teatru, eksperymentując ze słowem, obrazem, dźwiękiem tworzyła ciekawe, oryginalne spektakle teatru poezji. Pierwsze sukcesy pojawiły się w roku 1978. Spektakl W takie wieczory na nic się nie czeka do tekstów Tadeusza Nowaka na VIII Konkursie Poezji Współczesnej im. Juliana Przybosia w Rzeszowie otrzymał jedną z czterech głównych nagród – Złoty Lemiesz. Spektakl był nagradzany kilkakrotnie, m.in. na międzywojewódzkich eliminacjach Ogólnopolskiego Festiwalu Teatrów Amatorskich w Olsztynie oraz w Pokazie Centralnym Teatrów Poezji w Gdańsku. Prezentowany był także w Ośrodkach i Klubach Kultury na terenie województwa ostrołęckiego.
„Arka” była trzykrotnie laureatem Ogólnopolskiego Konkursu Poezji Współczesnej, m.in. za W takie wieczory na nic się nie czeka, laureatem XII Turnieju Poezji Miłosnej za spektakl Wigilia do tekstów T. Nowaka i St. Skonecznego. Podczas tego Festiwalu nagrodzeni zostali także członkowie Grupy: Zbigniew Lewszuk (II nagroda w przeglądzie recytatorów) i Justyna Lipowska (wyróżnienie). Członkowie „Arki” nagradzani także byli podczas Ogólnopolskiego Konkursu Recytatorskiego „Zwycięstwo” w Wałczu – II nagroda dla Marka Sawickiego, Konfrontacji Ruchu Artystycznego Młodzieży „Kram 81” i wielu innych.
Działalność Grupy zakończyła tragiczna śmierć jej założyciela i lidera w wypadku samochodowym w grudniu 1984 roku.